# 난 이렇게 산다우
"난 이렇게 산다우"는 1985년에 개봉한 대한민국의 영화이다.

## 캐스팅
- 김병조
- 박준금
- 김윤경
- 오경아
- 최명효
- 박동룡
- 국정환
- 홍우례
- 길달호
- 이완영
- 왕동남
- 박윤근
- 박양근
- 최용팔
- 주민정
- 오선애
- 배명아
- 홍윤정
- 성미진
- 황순영
- 박종설
- 이백
- 윤일문
- 김이호
- 정병용
- 금은손
- 정세혁 (특별출연)